# التعادل الخالد

التعادل الخالد هو دور شطرنج لعب سنة 1872 في العاصمة النمساوية فيينا بين اللاعبين كارل هامب وفيليب مايتنر.وهو البصمة التاريخية التي ساهمت في شهرة كلا اللاعبين. طبع الدور على نطاق واسع في المطبوعات الشطرنجية على وجه الخصوص .
كانت إفتتاحية الدور من تفريع فيينا الذي أعيد تسميته بإسمي اللاعبين تكريما لهما.
أجرى الأسود في الدور تضحيات مادية هائلة لدفع الملك الأبيض إلى الصف الأخير محاولا إماتته ،لكن الأبيض أدار دفاعه على نحو مذهل لفرض التعادل عن طريق الكش الأبدي .